# St. Maria Magdalena (Eisenhut)

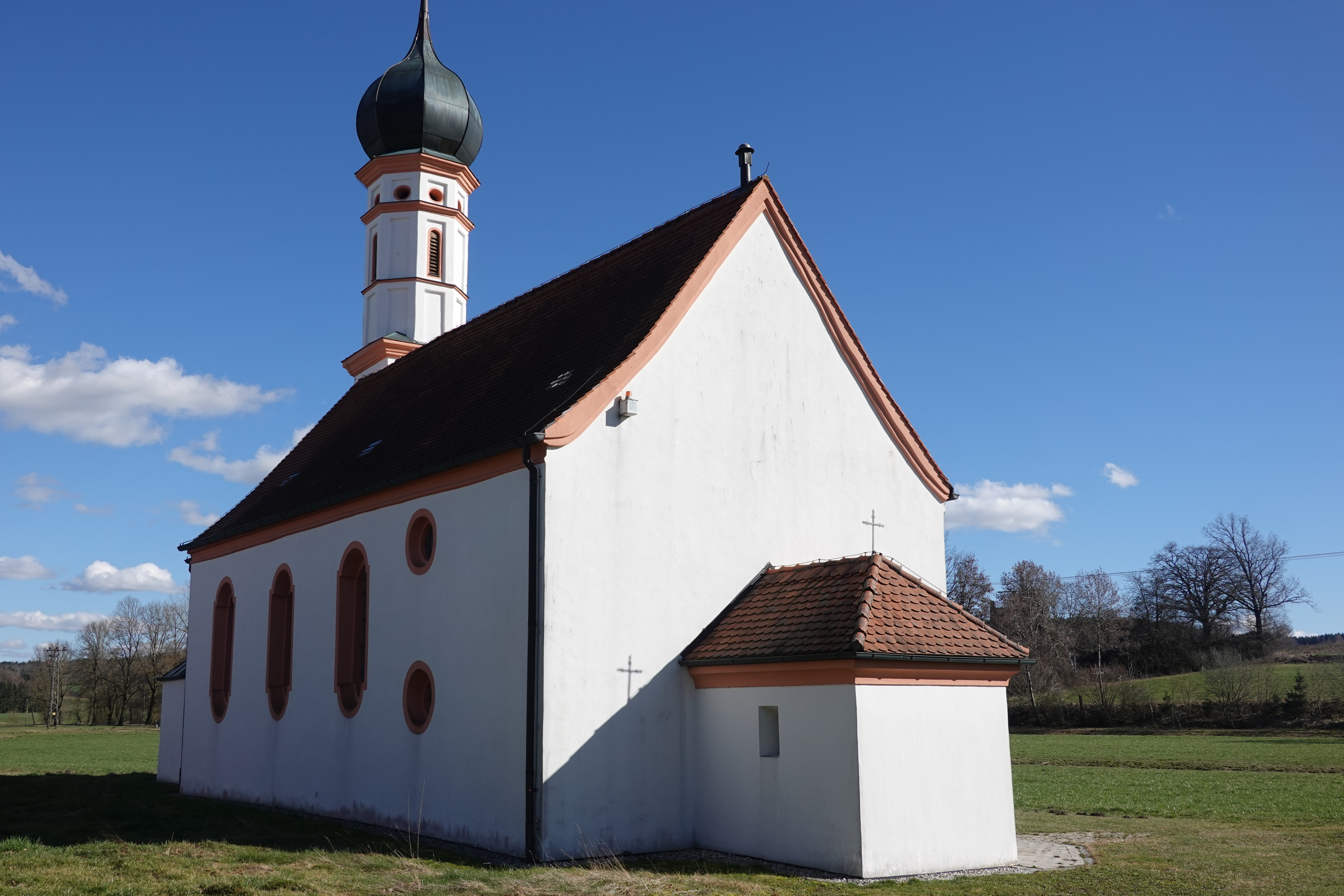
St. Maria Magdalena in Eisenhut

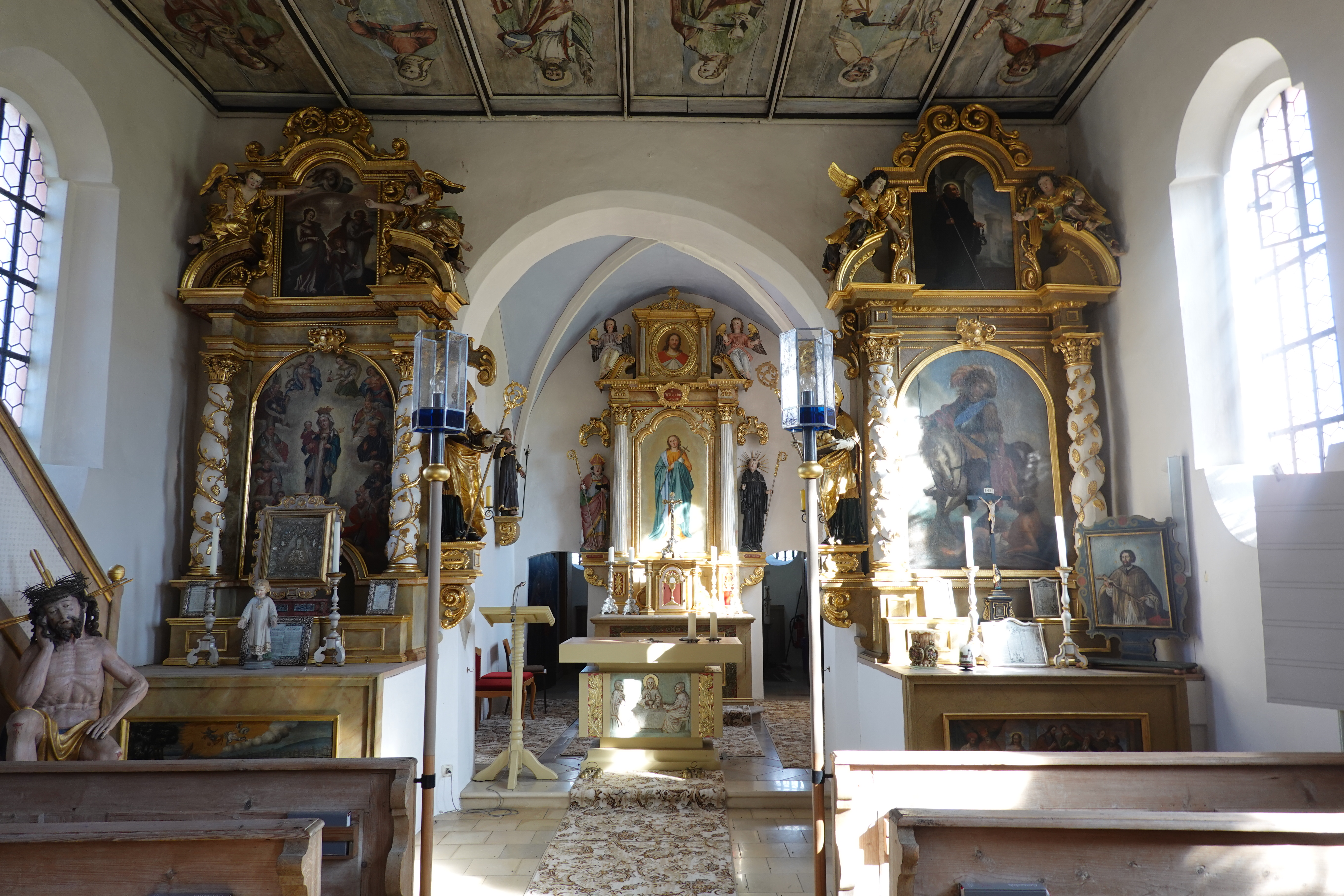
Innenansicht

Die römisch-katholische Filialkirche St. Maria Magdalena steht in Eisenhut, einem Gemeindeteil von Gerolsbach im oberbayerischen Landkreis Pfaffenhofen an der Ilm. Das Bauwerk ist in der Liste der Baudenkmäler in Gerolsbach als Baudenkmal unter der Nr. D-1-86-125-13 eingetragen. Die Kirche gehört zum Dekanat Freising im Erzbistum München und Freising.

## Beschreibung
Die Saalkirche wurde um 1400 erbaut und um 1715 barock ausgebaut. An das Langhaus schließen sich das Vorzeichen im Westen und der eingezogene Chor im Osten an. Die dreiseitig geschlossene Sakristei befindet sich an der Ostwand des Chors, über dem sich der um 1715 mit achteckigen Geschossen aufgestockte und mit einer Zwiebelhaube bedeckte Kirchturm erhebt.
Der Innenraum des Langhauses wurde am Anfang des 18. Jahrhunderts mit einer bemalten Kassettendecke überspannt. Der um 1680 aufgestellte Hochaltar wird von den Skulpturen des Martin von Tours und des Leonhard von Limoges flankiert.